# Sofia di Württemberg (duchessa di Sassonia-Weimar)
Sofia del Württemberg (Stoccarda, 20 novembre 1563 – Vacha, 21 luglio 1590) è stata una nobildonna tedesca membro del casato del Württemberg e per matrimonio duchessa di Sassonia-Weimar.

## Biografia
Nata a Stoccarda era la più giovane dei dodici figli nati dal matrimonio di Cristoforo, duca del Württemberg con Anna Maria di Brandeburgo-Ansbach
Venne dal padre destinata a sposare Federico Guglielmo I di Sassonia-Weimar, duca di Sassonia-Weimar dal 1573. Le nozze vennero celebrate a Weimar il 5 maggio 1583. Il matrimonio sanciva l'alleanza tra il Württemberg e la Sassonia-Weimar.
Sofia diede alla luce sei figli:
- Dorotea Maria  (Weimar, 8 maggio 1584 - Weimar, 9 settembre 1586)
- Giovanni Guglielmo (Weimar, 30 giugno 1585 - Weimar, 23 gennaio 1587)
- Federico (Weimar, 26 settembre 1586 -Weimar, 19 gennaio 1587)
- Dorotea Sofia  (Weimar, 19 dicembre 1587 - Weimar, 10 febbraio 1645) Principessa-Badessa di Quedlinburg
- Anna Maria (Weimar, 31 marzo 1589 - Dresda, 15 dicembre 1626)
- un figlio (Vacha, 21 luglio 1590).

Sofia morì il 21 luglio 1590 dando alla luce un bambino morto subito dopo la nascita. I figli maschi morirono tutti nella prima infanzia, ciò spinse Federico Guglielmo a contrarre subito un secondo matrimonio per assicurare la successione: si sposò così il 9 settembre 1590 con Anna Maria del Palatinato-Neuburg da cui ebbe altri sei figli e soprattutto l'erede maschio Federico Guglielmo.

## Ascendenza
|                                   |                                   |                                  | Genitori                               |  |  | Nonni |  |  | Bisnonni                         |  |  | Trisnonni               |  |
|                                   |                                   |                                  |                                        |  |  |       |  |  | Enrico di Württemberg-Mömpelgard |  |  | Ulrico V di Württemberg |  |
|                                   |                                   |                                  |                                        |  |  |       |  |  | Enrico di Württemberg-Mömpelgard |  |  | Ulrico V di Württemberg |  |
|                                   |                                   | Elisabetta di Baviera-Landshut   |                                        |  |  |       |  |  | Enrico di Württemberg-Mömpelgard |  |  |                         |  |
| Ulrico di Württemberg             |                                   |                                  |                                        |  |  |       |  |  | Enrico di Württemberg-Mömpelgard |  |  |                         |  |
|                                   |                                   | Elisabetta di Zweibrücken-Bitsch | Simone VI Wecker di Zweibrücken-Bitsch |  |  |       |  |  |                                  |  |  |                         |  |
|                                   |                                   | Elisabetta di Zweibrücken-Bitsch | Simone VI Wecker di Zweibrücken-Bitsch |  |  |       |  |  |                                  |  |  |                         |  |
|                                   |                                   | Elisabetta di Zweibrücken-Bitsch | Elisabetta di Lichtenberg-Lichtenau    |  |  |       |  |  |                                  |  |  |                         |  |
| Cristoforo di Württemberg         |                                   | Elisabetta di Zweibrücken-Bitsch |                                        |  |  |       |  |  |                                  |  |  |                         |  |
|                                   |                                   | Alberto IV di Baviera            | Alberto III di Baviera                 |  |  |       |  |  |                                  |  |  |                         |  |
|                                   |                                   | Alberto IV di Baviera            | Alberto III di Baviera                 |  |  |       |  |  |                                  |  |  |                         |  |
|                                   |                                   | Alberto IV di Baviera            | Anna di Braunschweig-Grubenhagen       |  |  |       |  |  |                                  |  |  |                         |  |
| Sabina di Baviera                 |                                   | Alberto IV di Baviera            |                                        |  |  |       |  |  |                                  |  |  |                         |  |
|                                   |                                   | Cunegonda d'Austria              | Federico III d'Asburgo                 |  |  |       |  |  |                                  |  |  |                         |  |
|                                   |                                   | Cunegonda d'Austria              | Federico III d'Asburgo                 |  |  |       |  |  |                                  |  |  |                         |  |
|                                   |                                   | Cunegonda d'Austria              | Eleonora d'Aviz                        |  |  |       |  |  |                                  |  |  |                         |  |
| Sofia di Württemberg              |                                   | Cunegonda d'Austria              |                                        |  |  |       |  |  |                                  |  |  |                         |  |
|                                   | Federico I di Brandeburgo-Ansbach | Alberto III di Brandeburgo       |                                        |  |  |       |  |  |                                  |  |  |                         |  |
|                                   | Federico I di Brandeburgo-Ansbach | Alberto III di Brandeburgo       |                                        |  |  |       |  |  |                                  |  |  |                         |  |
|                                   | Federico I di Brandeburgo-Ansbach | Anna di Sassonia                 |                                        |  |  |       |  |  |                                  |  |  |                         |  |
| Giorgio di Brandeburgo-Ansbach    | Federico I di Brandeburgo-Ansbach |                                  |                                        |  |  |       |  |  |                                  |  |  |                         |  |
|                                   |                                   | Sofia di Polonia                 | Casimiro IV di Polonia                 |  |  |       |  |  |                                  |  |  |                         |  |
|                                   |                                   | Sofia di Polonia                 | Casimiro IV di Polonia                 |  |  |       |  |  |                                  |  |  |                         |  |
|                                   |                                   | Sofia di Polonia                 | Elisabetta d'Asburgo                   |  |  |       |  |  |                                  |  |  |                         |  |
| Anna Maria di Brandeburgo-Ansbach |                                   | Sofia di Polonia                 |                                        |  |  |       |  |  |                                  |  |  |                         |  |
|                                   |                                   | Carlo I di Münsterberg-Oels      | Enrico I di Münsterberg-Oels           |  |  |       |  |  |                                  |  |  |                         |  |
|                                   |                                   | Carlo I di Münsterberg-Oels      | Enrico I di Münsterberg-Oels           |  |  |       |  |  |                                  |  |  |                         |  |
|                                   |                                   | Carlo I di Münsterberg-Oels      | Ursula di Brandeburgo                  |  |  |       |  |  |                                  |  |  |                         |  |
| Edvige di Münsterberg-Oels        |                                   | Carlo I di Münsterberg-Oels      |                                        |  |  |       |  |  |                                  |  |  |                         |  |
|                                   |                                   | Anna von Sagan                   | Giovanni II di Sagan                   |  |  |       |  |  |                                  |  |  |                         |  |
|                                   |                                   | Anna von Sagan                   | Giovanni II di Sagan                   |  |  |       |  |  |                                  |  |  |                         |  |
|                                   |                                   | Anna von Sagan                   | Katharina von Troppau                  |  |  |       |  |  |                                  |  |  |                         |  |
|                                   |                                   | Anna von Sagan                   |                                        |  |  |       |  |  |                                  |  |  |                         |  |